# Vùng đô thị Rockford
Vùng đô thị Champaign–Urbana là một khu vực thống kê đô thị được xác định bởi Cục điều tra dân số Hoa Kỳ, thuộc bang Illinois, Hoa Kỳ. Vùng đô thị gồm hai quận ở bắc trung bộ Illinois. Thành phố chính của vùng đô thị là Rockford. Vùng đô thị có tổng diện tích km², trong đó diện tích đất là km². Theo điều tra dân số Hoa Kỳ năm 2000, vùng đô thị có dân số 320.204 người, dân số năm 2009 ước khoảng 353.722 người. Vùng đô thị này gần khu vực thống kê đô thị Janesville-Beloit và khu vực thống kê đô thị Chicago.